# Магдалена Доброміла Реттігова
Магдалена Доброміла Реттігова — чеська активістка національного відродження та письменниця, авторка кулінарних книг, віршів, п'єс і короткої прози. Донині вона відома найбільше як автор кулінарної книги «Domácí kučářka».

## Життя

### Дитинство
Народилася 31 січня 1785 в селі Вшерадіце поблизу Бероуна в німецькомовній родині. Батько — німець Франц Артман, бургграф Вшерадіце, мати — чешка Юзефа Кубікова. Дитинство Магдалени було не дуже щасливим — батько помер у 1792, потім померли всі брати та сестри. Після смерті останньої сестри мати з маленькою Магдаленою переїхала до Пльзені.
З раннього дитинства Магдалена виявляла високий інтелект і інтерес до навчання. Друг родини Євгенікус Франк, вихователь у родині графа Кауніца, привчив Магдалину до читання та католицької віри, писав для неї молитовники. Мати також навчала її німецькою мовою і віддала до школи лише в 10 років. Вона захоплено читала, записувала розповіді своїх однокласників і особливо цікавилася біблійними історіями. З часом Магдалена з матір'ю переїхали до тітки в Празі. Тут їй довелося займатися господарством і допомагати матері заробляти на хліб.

### Шлюб
До 18 років Магдалена жила в німецькомовному середовищі й не розмовляла чеською. У 1808 році одружилася з діячем чеського національного відродження письменником Яном Алоїзом Реттігом (з ним вона познайомилася ще у 12 років). Магдалена теж стала патріотичною діячкою відродження, вони з чоловіком взяли собі другі чеські імена — відповідно, Доброміла і Судіправ.
Реттіг працював юристом та обіймав посаду радника в кількох містах, особливо у Східній Чехії. Реттігова залишалася з ним у Пршелоучі, Усті-над-Орліці, Рихнові-над-Кнежноу та останні 11 років свого життя в Літомишлі. Реттіг час від часу публікував вірші дружини разом зі своїми віршами.
Загалом у сім'ї Реттігів було шестеро дітей, з яких до повноліття дожили троє. Дочка Їндржишка (1813—1854) стала оперною співачкою (відома під іменем Генрієтта Реттіх), син Йозеф Ондрей Лібослав (1821–1871) — ботаніком.

### Діяльність
Після особистого сумного досвіду Реттігова вирішила присвятити себе переважно вихованню та навчанню дівчат. На своїх курсах вона викладала їм економіку, кулінарію, домоводство та чеську літературу. Крім того, вона займалася суспільно-корисною діяльністю: в Усті-над-Орліці завідувала чеською бібліотекою, у Літомишлі сприяла очищенню криниці та будівництву альтанки. Організовувала літературні зібрання, де декламувалися чеські вірші. Вона брала участь у всіх важливих культурних заходах у своєму районі та повідомляла про них як кореспондент журналу «Květy». Вона особисто спілкувалася з Францішеком Палацьким, Йозефом Юнгманом, Павлом Йозефом Шафариком, листувалася з багатьма іншими патріотами. Ексклюзивним видавцем її творів був її друг Ян Гостівіт Поспішіл, друкар і видавець із Градець-Кралове.

## Творчість
Перші літературні твори Реттігової були написані німецькою мовою. Як письменниця вона була дуже плідною, написала десятки творів. Під впливом чоловіка та друзів вирішила писати й друкуватися чеською мовою. Друкувала спочатку невеликі прозові та віршовані твори в журналах «Dobroslav», «Čechoslav», «Poutník slovanský», в альманахах «Milozor» та «Milina». Поступово вона видала кілька книжок оповідань для молоді, переважно для дівчаток-підлітків. Реттіг можна вважати засновницею чеського романтичного роману.
Пізніше вона присвятила себе написанню виключно практичної літератури. Реттігова відіграла важливу роль у поширенні національної свідомості та освіти серед жінок середнього класу. Проте вона ніколи не виступала за рівноправність жінок.
Головною працею Реттігової є книга «Домашня кулінарія» (чеськ. «Domácí kučářka»), в якій вона не лише розширила знання про чеську кухню та колекцію кулінарних рецептів, але й внесла свій внесок у поширення чеської мови в міщанському та народному середовищі. Ця книга була вперше опублікована в 1826 році та продовжує перевидаватися по сьогодні.
Померла Магдалена Реттігова через рік після чоловіка в 1845 році в Літомишлі. Похована біля чоловіка на міському цвинтарі

## Книги
- 1820 — «Арност і Бєлінка» («Arnost a Bělinka»)
- 1821 — «Марженчин кошик» («Mařenčin košíček») — оповідання з повчаннями для дівчат
- 1825 — «Корона для патріотичних дочок» («Věneček pro dcerky vlastenecké»)
- 1826 — «Домашня кулінарія» («Domácí kučářka»). Повна назва — «Domácí kuchařka aneb jednání o masitých a postních pokrmech pro dcerky české a moravské» («Кулінарна книга домашніх страв, м'ясних та пісних, для молоді Чехії та Моравії»)
- 1841 — «Ярослав і Теринка» («Jaroslav a Terinka»)
- 1827 — «Біла троянда» («Bílá růže») — жартівлива п'єса на два акти
- 1828 — «Історія дочок Богемії та Моравії» («Přjběhowé pro Dcerky České a Morawské»)
- 1829 «Бідні жінки»(«Chudobičky») — історії кохання та драматичні п'єси
- «Збірка різноманітних ідей» («Sbírka rozličných myšlenek») — наївна поезія, стилізована під народну творчість
- 1840 — «Молода господиня в господарстві: як вона повинна поводитися, щоб догодити собі та чоловікові» («Mladá hospodyňka v domácnosti, jak sobě počínati má, aby své i manželovy spokojenosti došla»)
- 1845 — «Кава» («Kafíčko») — рецепти приготування каву та десерти, поради для спілкування
- 1846 — «Суворий жарт» («Masopustní žert») — п'єса, опублікована посмертно.
- «Велика кулінарна книга» («Velká kuchařka») — докладні інструкції з приготування різних видів їжі та напоїв. Видана у 1912

## Пам'ять
- Алоїс Їрасек, «Магдалена Доброміла Реттігова», комедія на три дії. Популярна свого часу, але сьогодні маловідома біографічна театральна вистава. Серед іншого згадана знаменита кулінарна книга.
- Вендула Борувкова[cz], «Магдалена Доброміла», радіоп'єса 2016 року[4]
- В музеї Літомишля є меморіальний зал М. Д. Реттігової. Також в музеї експонується портретний бюст Реттігової (близько 1860 р.)
- Окремі пам'ятки належать музею в Усті-над-Орліці
- Портрет (акварель) Реттігової знаходиться в колекції Національного музею в Празі.
- З червня 2010 року в замку на батьківщині письменниці Вшерадіце діє галерея та музей Магдалени Доброміли Реттігової.
- У Празі біля станції «Народні тршіда» є вулиця імені Магдалени Реттігової. Тут розташований педагогічний факультет Карлового університету.
- У 2009 році Пошта Чехії випустила марку на честь Магдалени Реттігової[1].